# Myrmecosepsis hystrix
Myrmecosepsis hystrix är en tvåvingeart som beskrevs av Kertesz 1914. Myrmecosepsis hystrix ingår i släktet Myrmecosepsis och familjen fritflugor.
Artens utbredningsområde är Taiwan. Inga underarter finns listade i Catalogue of Life.